# Rummelsnuff

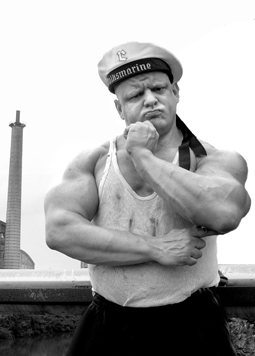
Rummelsnuff 2007 im Kalkwerk Rüdersdorf

Rummelsnuff (* 14. Juli 1966 in Großenhain als Roger Baptist) ist ein deutscher Musiker und Texter, der die Stilrichtung Elektropunk vertritt.

## Leben
Baptist ist der Sohn einer Musikerfamilie. Seine Mutter ist die Geigenlehrerin Renate Baptist, die im Gerd-Michaelis-Chor sang, bevor sie bei Frank Schöbel Keyboards und Violine spielte. Sein Vater ist der Posaunist Peter Baptist, Bandleiter der Peter-Baptist-Combo, mit der Künstler wie Hartmut Schulze-Gerlach sowie Dieter Birr von den Puhdys spielten. Er wuchs in der Nähe von Dresden auf und erhielt als Kind und Jugendlicher eine Ausbildung zum Fagottisten. In jungen Jahren spielte er im Symphonieorchester des Kreises Großenhain.
Anfang der 1980er Jahre begann Roger Baptist experimentelle Arbeiten mit alten Keyboards, Mikrophonen, Drums, einer Bassgitarre sowie verschiedenen Tonbandgeräten. Unter dem Eindruck der Leipziger Band Die Art gründete er 1987 die Band Kein Mitleid, die sich vornehmlich englischsprachiger Musik widmete. 1989 stieß er zu der Dresdner Untergrundband Freunde der italienischen Oper (FDIO) und schuf als Mitautor von Jänz Dittschlag und R.J.K.K.Hänsch zahlreiche Lieder für die Band, die unter anderem auf der Schallplatte Um Thron und Liebe und der CD Edle Einfalt Stille Größe veröffentlicht wurden. Nach der Auflösung der Freunde der italienischen Oper im Jahre 1992 gründete Baptist die EBM- und NDH-Band Automatic Noir, die bis 1999 existierte. Nach dem Niedergang des Projektes folgten mehrere Jahre Musikabstinenz.
Baptist arbeitete als Bodybuilding-Trainer und war von 2007 bis 2014 als Türsteher im Berliner Technoclub Berghain tätig. Durch den Kontakt und diverse künstlerische Arbeiten mit dem norwegischen Künstler Bjarne Melgaard entstand bereits 2004 der Entwurf zur Figur des „Rummelsnuff“.
Nachdem der ehemalige Sänger der FDIO, R.J.K.K.Hänsch, auch bekannt als Ray van Zeschau, anlässlich seines vierzigsten Geburtstages Baptist am 17. April 2004 zu einem „Sonderkonzert“ der Freunde der italienischen Oper und vor allem zum Singen überreden konnte, zelebrierte er schließlich im Dezember 2005 im Dresdner Kurländer Palais zusammen mit Kaltfront öffentlich seine „Wiedergeburt“ als Rummelsnuff.
Als erstes Album erschien im März 2008 Halt durch! auf Alfred Hilsbergs Label ZickZack Records. Im selben Jahr absolvierte Rummelsnuff eine Deutschlandtour. Es folgte die Zusammenarbeit mit der Bolschewistischen Kurkapelle schwarz-rot, Polarkreis 18, den Regisseuren Miron Zownir und Edwin Brienen und anderen. So machte Baptist auch als Schauspieler in einigen Spielfilmen auf sich aufmerksam.
Im Mai 2010 veröffentlichte der Musiker mit Sender Karlshorst ein zweites Album, inzwischen zum Berliner Label Out of Line gewechselt. Diesem folgte im Januar 2011 die DVD-plus-EP-Box Brüder / Kino Karlshorst. Sie enthält neunzehn bis dahin von Rummelsnuff veröffentlichte Musikvideos. Auf der EP findet sich unter anderem eine neue Version des von Anna Marly geschriebenen Stückes The Partisan. Dieses Lied der französischen Résistance ließ er Christian Asbach vortragen, der Rummelsnuff seitdem, zunächst gelegentlich, später ständig auch auf Tourneen begleitet und in späteren Stücken für stimmliche Ergänzung und Verstärkung sorgt.
Rummelsnuff nennt seine Stilrichtung „Derbe Strommusik“ oder Elektropunk-Gassenhauer. Sport- und Arbeiterhymnen sind ebenso vertreten wie düstere Balladen. Die Texte sind überwiegend in deutscher Sprache gehalten. Neben dem spanischsprachigen Stück Hombres, Hombres, dem teils rumänischsprachigen Salutare und dem teilweise auf Norwegisch gesungenen Hammerfest spielte er auch einige Coverversionen in Originalsprache ein, so Mongoloid von der US-amerikanischen New-Wave-Band Devo und das französische Chanson Nathalie von Gilbert Bécaud. Barry Manilows Welthit Mandy hingegen übersetzte Rummelsnuff ins Deutsche. Auf Himmelfahrt (2012) findet sich eine Neufassung des italienischen Gassenhauers Azzurro mit dem italienischen Originaltext, vorgetragen gemeinsam mit Mitstreiter Christian Asbach.

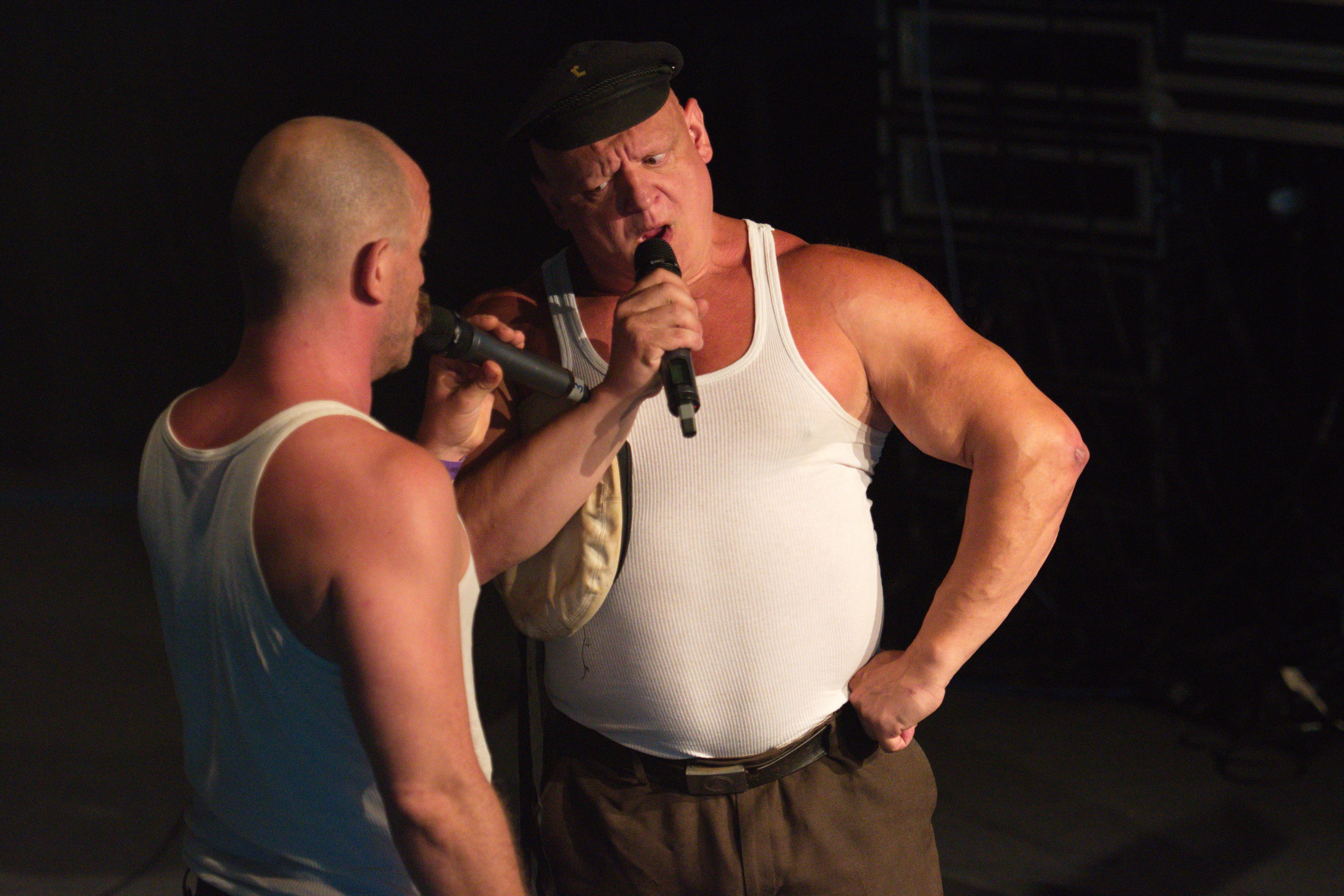
Auftritt Amphi Festival 2017

Live wurde und wird das Soloprojekt Rummelsnuff von verschiedenen Gastmusikern begleitet, so von 2005 bis 2010 vom Schlagzeuger Ralph Qno Kunze sowie seit 2009 von Rajko Gohlke als Gitarristen, der sonst bei Knorkator und FDIO Bass spielt. Die sogenannten Stromlos-Konzerte begleitet der Hamburger Akkordeonspieler Bernd Butz.
Rosa von Praunheim porträtierte ihn 2012 im Rahmen der Filmreihe Rosas Welt.
2013 hatte er Auftritte in Videoclips von Fettes Brot und The toten Crackhuren im Kofferraum. Ende Oktober 2013 erschien sein Album Kraftgewinn. An den diversen Liedern des Albums wirken neben Rummelsnuff unter anderem Christian Asbach, Bela B, King Khan, Häusi Eisenkumpel, Oleg Matrosov (Apparatschik) sowie der Gitarrist Rajko Gohlke und der Trompeter Christian Magnusson mit. Im Jahr 2018 trat Rummelsnuff auf Einladung von Rosa von Praunheim in der Akademie der Künste auf. 2021 schrieb der Kunsthistoriker Jörg Scheller in der NZZ, Rummelsnuff habe „das originellste Gesamt-Pop-Werk der letzten Jahrzehnte im deutschsprachigen Raum“ geschaffen.

## Musikprojekte mit Diskografie

### Kein Mitleid
(aktiv von 1987 bis 1989, weitere Mitglieder: Jörg und Kathrin Schittkowski, Thomas Schön)

### Freunde der italienischen Oper
(aktiv von 1989 bis 1992, weitere Mitglieder: siehe FDIO)
Veröffentlichte Tonträger
- 1991: Um Thron Und Liebe (LP, Par Excellence)
- 1997: Um Thron Und Liebe (CD, Strandard63 / What’s So Funny About)
- 1997: Edle Einfalt Stille Größe (CD, Strandard63 / What’s So Funny About)
- 1997: Rare, seltene und rätselhafte Aufnahmen (Um Thron und Liebe / Edle Einfalt, stille Größe) (CD-Box, Strandard63 / What’s So Funny About)

Beiträge auf Kompilationen
- 1992: Eine Eigene Gesellschaft mit Eigener Moral (CD, What’s So Funny About)
- 2001: Musik in Deutschland 1950–2000 (CD-Dokumentation – Angewandte Musik, CD-Box – Titel Faust, ebenfalls auf Musik für Schauspiel CD-Box, RCA / Bertelsmann)
- 2006: Spannung Leistung Widerstand – Magnetbanduntergrund DDR 1979–1989 (CD, ZickZack)
- 2007: Kinder der Maschinenrepublik (CD)

### Automatic Noir
(aktiv von 1992 bis 1999, weitere Mitglieder: Jörg Schittkowski, Andy Német, Toddy Scheel)
Veröffentlichte Tonträger
- Automatic Noir (MC)
- Schwert und Schild (MC)
- 1997: Kaiserschnitt (CD, Noiswork Records)

Beiträge auf Kompilationen
- 1995: Blue Monday (CD – Titel King of Witers, Noiseworks Records)
- 1996: Magic of the Place (CD – Titel Kavkaz, Amöbenklang / SubFlora)
- 1998: Moderne Menschen Kaufen (CD – Titel Stein, Noiseworks Records)

### Rummelsnuff
(aktiv ab 2005)
Veröffentlichte Tonträger
- 2008: Halt durch! (CD, ZickZack / Indigo)
- 2010: Sender Karlshorst (CD, Out of Line Music)
- 2011: Brüder / Kino Karlshorst (EP+DVD, Universal Music / Out of Line Music)
- 2012: Halt' Durch! (CD, neue Edition, ZickZack / Out of Line Music)
- 2012: Himmelfahrt (CD, Out of Line Music)
- 2013: Kraftgewinn (Doppel-CD, Out of Line Music)
- 2016: Rummelsnuff & Asbach (mit Asbach, Doppel-CD, Out of Line Music)
- 2018: Salzig Schmeckt der Wind (mit Asbach, Doppel-CD, Out of Line Music)
- 2019: Lehrjahre 04-06 (Musikkassette, limitierte Eigenherstellung)
- 2019: Weltruf (mit Asbach, Musikkassette, limitierte Eigenherstellung)
- 2021: Äquatortaufe (mit Asbach, Out of Line Music)
- 2022: Hinterwäldler (mit Asbach, Out of Line Music)

Singles
- 2010: Freier Fall / Der Heizer (Download)
- 2013: Bratwurstzange / Minderleister (Download)
- 2013: Schiffbruch (Download)

Beiträge auf Kompilationen
- 2007: What’s So Funny About.. ZickZack (CD – Titel Halt durch!, ZickZack)
- 2007: Lüge (CD – Titel Halt durch!, ZickZack / Persona Non Grata)
- 2008: Lieder der Berge (CD – Titel Kumpel, Glück auf!. Electric Tremor)
- 2008: Advanced Electronics (CD+DVD – Video Vollnarkose, SPV / Synthetic Symphony)
- 2009: Leæther Strip – Yes I'm Limited V (Doppel-CD – Titel Der Heizer. Alfa Matrix / Soulfood)
- 2010: Advanced Electronics Vol. 8 (CD+DVD – Video Freier Fall, SPV / Synthetic Symphony)
- 2010: EBM – The Compilation (CD – Titel Pumper (Leather Strip Remix), Universal Music / Out of Line Music)
- 2011: Gegengerade 20359 St. Pauli (Soundtrack) (CD – Titel Salzig schmeckt der Wind, Audiolith / Broken Silence)
- 2011: A Tribute to Japanische Kampfhörspiele (CD+LP – Titel Minderleister, Unundeux / Schnapsidee Records)
- 2012: mit Shambhu And The True Love Hearts – Sadness / Machen Wir Den Tanz! (Vinyl-Maxi-Single, Ostgut Ton)
- 2012: Symphonies from the Abyss (CD – Titel Himmelfahrt, Rough Trade Records / Out of Line Music)

## Filmografie
- 2006: "Statt Dresden" Buch, Regie: Ray van Zeschau. Beitrag zur "Die Dresden-Rolle"
- 2008: Morgen, ihr Luschen! Der Ausbilder-Schmidt-Film
- 2009: Phantom Party
- 2009: Phantomanie
- 2011: Roulette Prohlisienne
- 2012: Rosas Welt – 70 neue Filme von Rosa von Praunheim
- 2013: Lose your head
- 2014: Temporal Power
- 2020: Zeit der Monster
- 2022: ARD-Serie „Lauchhammer - Tod in der Lausitz“

## Rezensionen
- Eva Kalwa: Käpt'n Raubär. In: Tagesspiegel. 4. April 2008 (Online).
- Christoph Cadenbach: Elektrorocker Rummelsnuff: Popeye der Techno-Szene in Spiegel Online vom 9. April 2008
- Peter Richter: Rummelsnuff, der Muskelmusiker: In deiner Badewanne bin ich Kapitän in Frankfurter Allgemeine Zeitung vom 13. April 2008
- Jones: RUMMELSNUFF – Durchhalteparolen. Archiviert vom Original am 8. Juni 2009; abgerufen am 22. Juni 2013 (Interview mit Roger Baptist in Flying-Revolver vom 7. August 2008).